# 前田實
前田 實（まえた みのる、1903年（明治36年）5月4日 - 1983年（昭和58年）11月15日）は、日本の銀行家。秋田銀行頭取・会長および相談役を務めた。
商法学者前田庸（学習院大学名誉教授）の父。

## 来歴・人物
福島県大沼郡高田町（現在の会津美里町）に、前田寅三郎の長男として生まれた。
1928年（昭和3年）東京帝国大学経済学部商業学科を卒業。同年、旧・秋田銀行に入行する。秋田・福島各支店支配人を歴任し、1946年（昭和21年）10月、常務に選任された。
1959年（昭和34年）には、鈴木直吉の後を受け頭取に昇格した。
頭取在任時は、店舗の県内外への新設や再編に取り組んだほか、現本店ビルの竣工や事務センタービルの建設、オンラインシステムの稼働、さらには東証2部上場の実現など経営の近代化を推進した。
1979年（昭和54年）には、会長に勇退。その後相談役に退いた。
1983年（昭和58年）11月15日、心不全で秋田大学医学部附属病院で死去。享年80。
住所は秋田市保戸野愛宕町。

## 略歴
- 福島県立会津中学校（現在の福島県立会津高等学校）卒業。
- 1928年（昭和3年） - 東京帝國大学経済学部卒業後、旧・秋田銀行入行。
- 1946年（昭和21年） - 秋田銀行常務取締役。
- 1954年（昭和29年） - 副頭取。
- 1959年（昭和34年） - 頭取。
- 1979年（昭和54年） - 会長。
- 1983年（昭和58年） - 相談役。

## 家族・親族
- 父・寅三郎[2]
- 母・千代志[2]

1883年（明治16年）10月生 - 没
- 妻・ふみ[2]

1909年（明治42年）11月生 - 没
- 長男[2]
- 二男・庸[2]

1931年（昭和6年）11月生 - 没
- 同妻（元東京銀行監査役斎藤保義の娘、元毎日新聞社社長・会長斎藤明の妹）

## 栄典
- 藍綬褒章 - 1969年（昭和44年）
- 勲四等旭日小綬章 - 1975年（昭和50年）
- 秋田県文化賞 - 1980年（昭和55年）
- 会津高田町名誉町民 - 1981年（昭和56年）